# Parc national Danube-Auen
Le parc national Danube-Auen a été créé en 1996 et couvre 93 km2 dans les länder autrichiens de Vienne et de Basse-Autriche. 

## Présentation
Il protège une vaste zone de forêts de plaine, de prairies, de zones humides et d’autres habitats riverains le long du Danube, juste en aval de Vienne.
Il constitue l'une des plus vastes plaines alluviales de la vallée du Danube en Europe centrale.
Il s'étend sur environ 36 km, de la ville de Vienne à la frontière slovaque.

## Flore et faune
Dans la zone du parc national, il y a plus de 700 espèces de plantes supérieures, plus de 30 de mammifères, 100 espèces d’oiseaux nicheurs, 8 de reptiles, 13 d’amphibiens et environ 50 espèces de poissons. Parmi les habitants les plus caractéristiques des zones humides du parc national figurent le triton à crête du Danube, la tortue d'Europe, le pygargue à queue blanche, le martin-pêcheur et le castor.
Avec la variété d’insectes vivant à la fois sur terre et sur l’eau, et d’autres invertébrés, le nombre total d’espèces dans le parc national Donau-Auen est estimé à au moins 5 000.

## Galerie

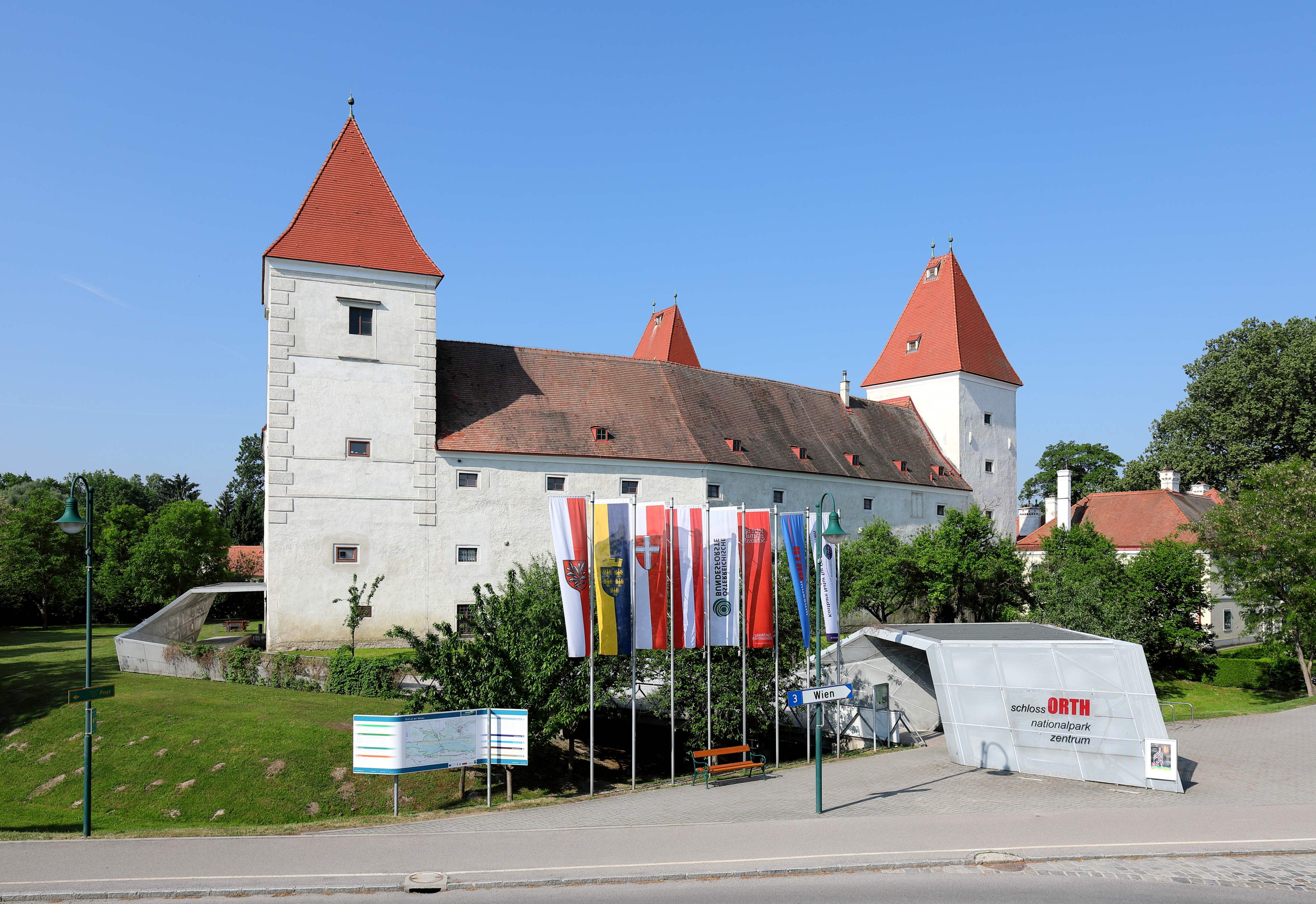
Schloss Orth: centre d'accueil
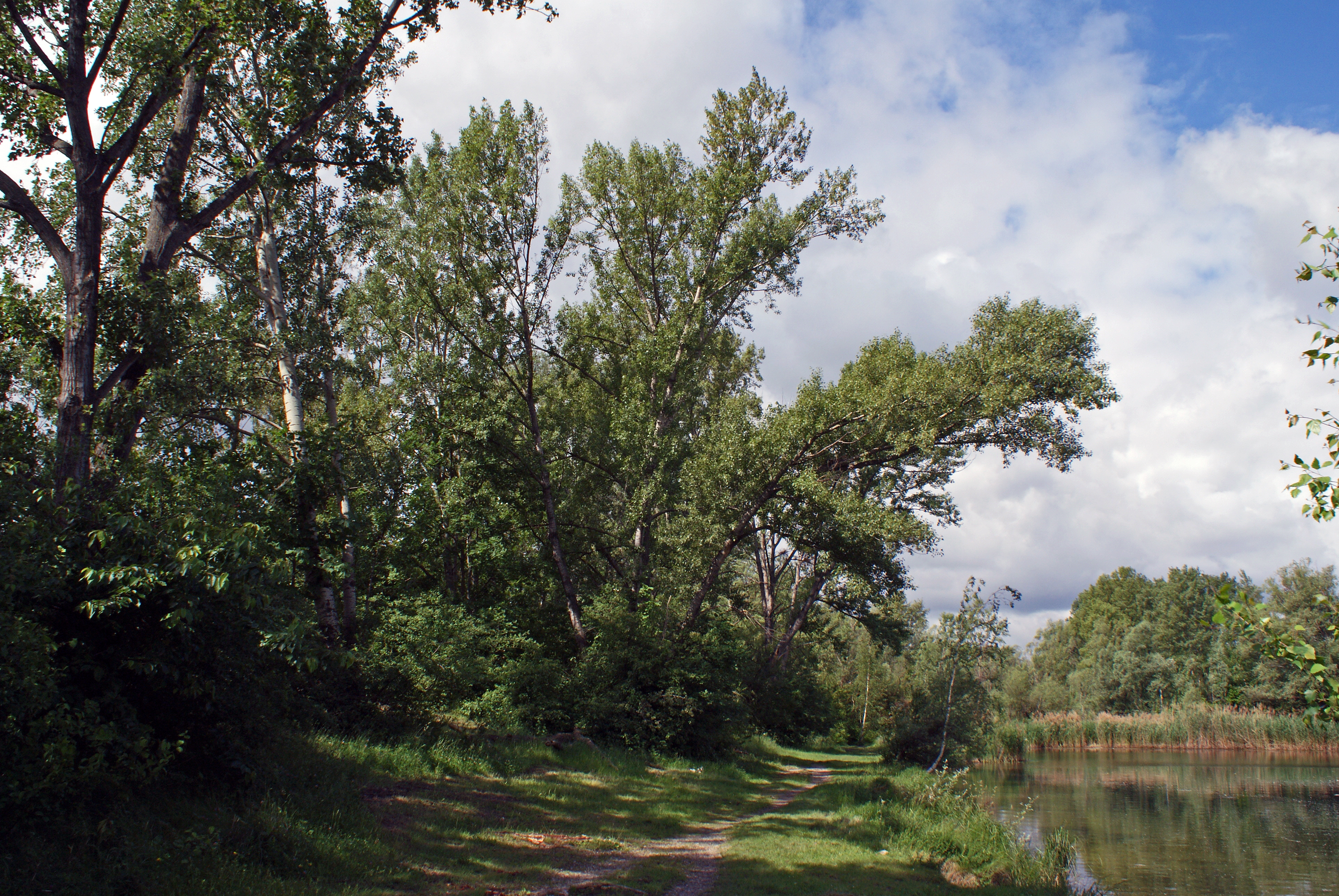
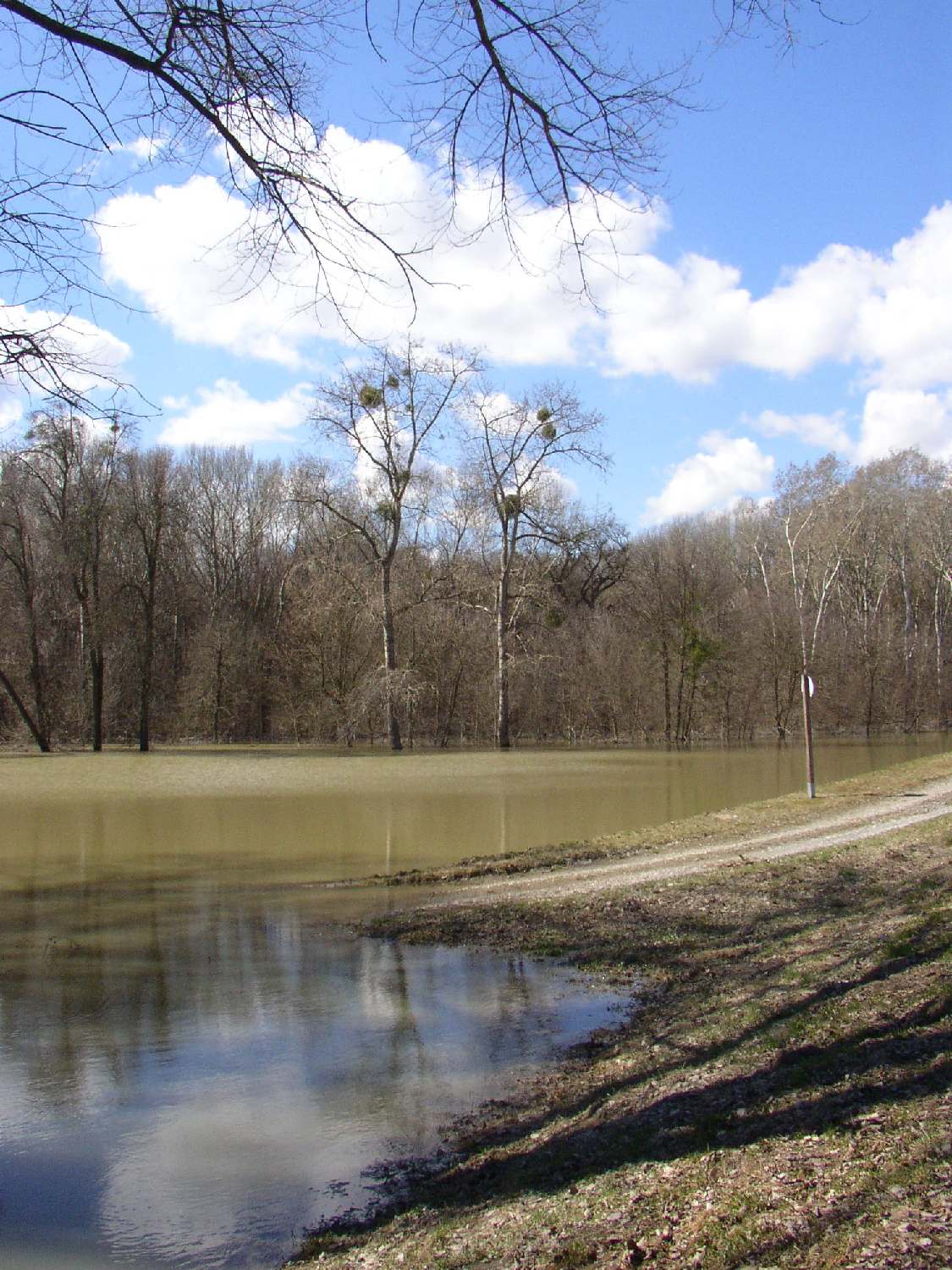
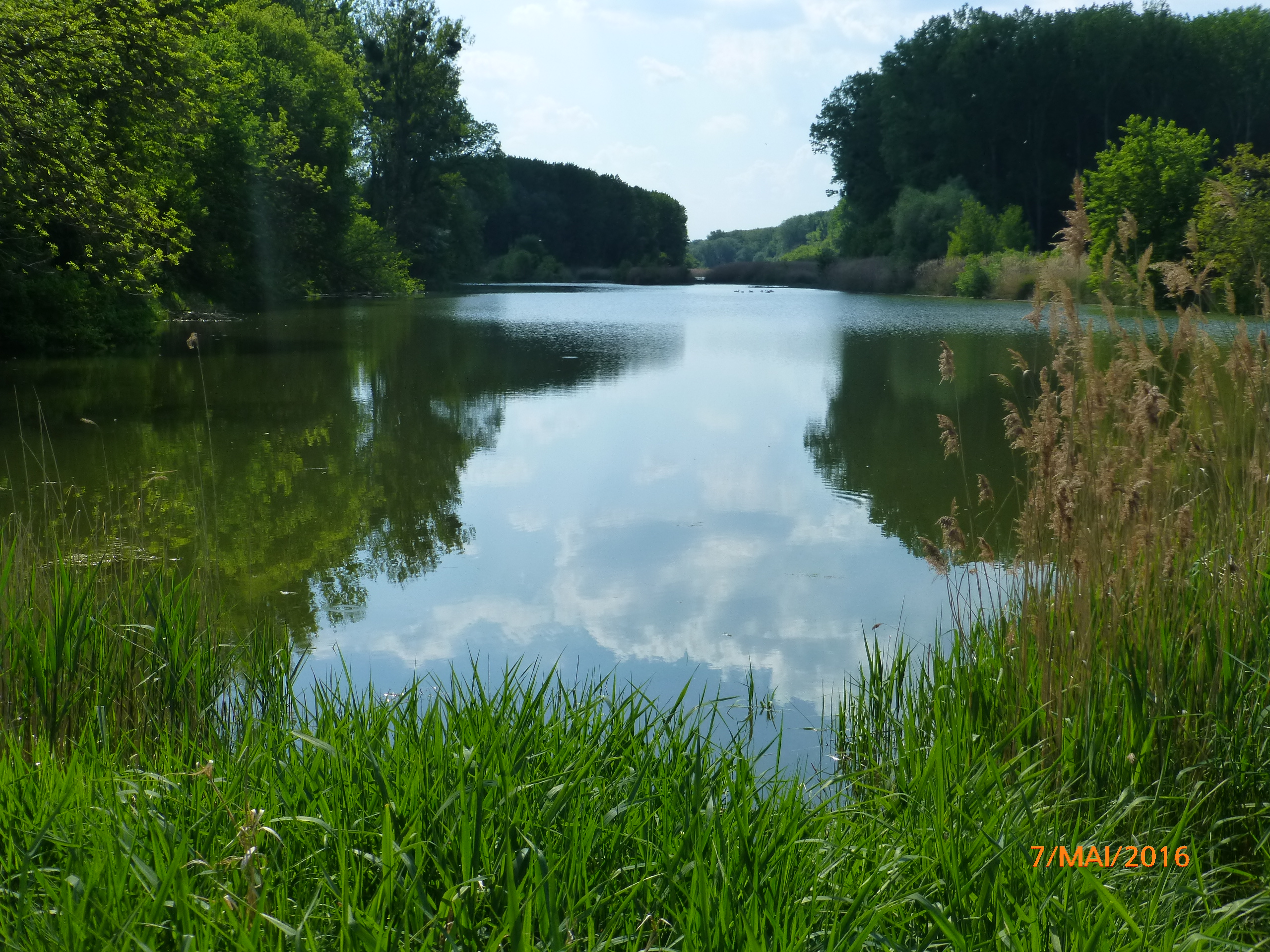